# Hirakata Park
Koordinaten: 34° 48′ 21″ N, 135° 38′ 17″ O
Hirakata Park (japanisch ひらかたパーク) ist ein japanischer Freizeitpark in Hirakata, Osaka, der 1912 eröffnet wurde.

## Geschichte
Der Hirakata Park ist der älteste Vergnügungspark in Osaka. Es wurde 1910 unter dem Namen Kikuningyō-ten eröffnet. Es war in der Nähe des Bahnhofs Keihan Hirakata, dass später zu Hirakata-kōen umbenannt wurde. 1965 wurde ein öffentliches Schwimmbad gebaut. Sieben Jahre später wurde eine Eisbahn gebaut, um die Besucherzahlen des Parks in den Wintermonaten zu erhöhen. 1988 wurde die Achterbahn gebaut und 1991 folgte der Bau eines Riesenrads.
Um das Jahr 2000 war der Hirakata Park vom allgemeinen Niedergang der Branche betroffen, was zur Schließung vieler Vergnügungsparks in der Region Kinki führte. Dies wurde durch die alternde Bevölkerung verursacht und auch durch die Konkurrenz von Universal Studios Japan, die 2001 in Osaka gebaut wurden. Obwohl Hirakata Park Schulden hatte, blieb der Park trotzdem offen. Im April 2009 begann der Park unter dem Namen „Hirapā Nīsan“, bekannte Persönlichkeiten als Werbebotschafter einzusetzen. In den folgenden Jahren wurde der Hirakata Park immer beliebter und zahlte seine Schulden ab.

## Liste der Achterbahnen
| Name                                              | Typ                              | Hersteller                                   | Eröffnungsjahr   | Hinweise                                             | Weblinks |
| ------------------------------------------------- | -------------------------------- | -------------------------------------------- | ---------------- | ---------------------------------------------------- | -------- |
| Crazy Mouse / ヘアピンコースター クレージーマウス | Wilde Maus, Spinning Coaster     | Reverchon                                    | 1998             | Vermutlich ohne oder mit geringer Spinning-Funktion. |          |
| Elf / 木製コースターエルフ                        | Holzachterbahn                   | Intamin                                      | 2001             | Abkürzung für Episode of Little Fairies.             |          |
| Fantastic Coaster Rowdy / ラウディ                | Familienachterbahn               | Meisho Amusement Machines, Okamoto Co., Ltd. | 1982             |                                                      |          |
| Korottruck / ころっとろっこ                       | Familienachterbahn               | Senyo Kogyo Co., Ltd.                        | vermutlich 2003  |                                                      |          |
| Red Falcon / レッドファルコン                     | Stahlachterbahn ohne Inversionen | Senyo Kogyo Co., Ltd.                        | 2004 oder früher |                                                      |          |

### Ehemalige Achterbahnen
| Name                      | Typ                              | Hersteller                | Eröffnungsjahr   | Schließungsjahr        | Hinweise                      | Weblinks |
| ------------------------- | -------------------------------- | ------------------------- | ---------------- | ---------------------- | ----------------------------- | -------- |
| SL Coaster / SLコースター | Stahlachterbahn ohne Inversionen | Meisho Amusement Machines | 1981 oder früher | 1996                   |                               |          |
| Jet Coaster (vermutlich)  | Stahlachterbahn ohne Inversionen | unbekannt                 | 1952             | zwischen 1978 und 1981 | War Japans zweite Achterbahn. |          |